# Latta
La latta (o, con un sinonimo regionale, tolla) è un lamierino di acciaio dolce sulla cui superficie sia stato depositato un sottile strato di stagno.
Il procedimento consente di ottenere contenitori nello stesso tempo con la robustezza del ferro e la resistenza alla corrosione dello stagno. Queste caratteristiche resero la latta un materiale molto utilizzato fino a tempi recenti per contenere e trasportare alimenti e per realizzare piccoli oggetti di uso quotidiano e giocattoli.
Se lo strato viene applicato mediante elettrolisi e lo spessore del supporto in ferro è inferiore a 0,50 mm, il materiale prende il nome di banda stagnata.

## Storia
La data di inizio della produzione di oggetti di latta è incerta, ma risale probabilmente all'inizio del XIV secolo e già nel XVII secolo era comunemente impiegata in Boemia.
A partire dalla fine del XVIII secolo la latta trovò un crescente impiego nella realizzazione di lattine per la conservazione di prodotti alimentari e non.
In origine la stagnatura del lamierino avveniva esclusivamente mediante immersione in bagno di stagno fuso. Nel 1937 fu introdotto il procedimento elettrolitico che consentì di ridurre i tempi del processo di stagnatura e di dimezzare il materiale occorrente, ottenendo così una significativa riduzione dei costi. Nel 1951 fu introdotta una modifica del procedimento di stagnatura elettrolitica che consente di ottenere rivestimenti di differente spessore sulle due facce del lamierino, consentendo spessori maggiori sulla faccia interna alla scatoletta e destinata al contatto con agenti potenzialmente aggressivi contenuti nei cibi inscatolati e minori sulla faccia esterna meno soggetta a degrado.
Il successivo sviluppo tecnologico, che ha portato alla produzione a basso costo di lamiere in alluminio o di acciaio anche del tipo inossidabile, ha drasticamente ridimensionato l'impiego della latta nelle conserve alimentari, mentre per le altre applicazioni si è massicciamente fatto ricorso alla materie plastiche.  Infatti, da un lato lo stagno è più costoso, dall'altro è meno adatto per alcuni usi alimentari. I progressi, però della metallurgia hanno riguardato anche la banda stagnata e si è avuta una inversione di tendenza con recupero di alcune posizioni, soprattutto nei confezionamenti dove è importante la perfetta saldatura.
Per i giocattoli, tranne casi rarissimi, la sostituzione con plastica dei metalli è avvenuta non solo per ragioni di costo, ma anche di sicurezza.

## Significato traslato
Per traslato si è continuato a chiamare latta i prodotti che con la vecchia tecnologia vedevano l'utilizzo della latta: ad esempio il vecchio confezionamento del petrolio e dei suoi derivati, prima dell'affermarsi dei distributori a pompa.
Un uso caratteristico era quello delle conserve di pomodoro, per le quali si diffuse il diminutivo lattina. Quando si è affermato il confezionamento metallico delle bevande, il termine lattina è diventato quasi un suo sinonimo, anche se confezionato in alluminio oppure in acciaio.
L'ampio uso della latta per oggetti in genere di basso costo, ha spinto molti appassionati di modernariato a collezionarli, ad esempio i giocattoli d'epoca o le scatole per dolci.
Il termine regionale "tolla" è comunemente impiegato nell'idiomatismo faccia di tolla che, come l'analoga frase faccia di bronzo, indica una persona sfrontata e capace di compiere gesti deprecabili senza mostrare alcun rimorso, senza perciò modificare la propria espressione, proprio come se la sua faccia fosse di metallo. La parola "tolla "è strettamente collegata al francese "tole": appunto, latta.

## Etimologia
Le ricerche etimologiche sul vocabolo lo fanno risalire a termini marinareschi con il significato di asse, traversa.

## Romanzi e film
L'uso diffuso della latta nella produzione di giocattoli di una certa epoca ha suggerito il titolo di Il tamburo di latta, di Günter Grass, che evoca direttamente il periodo in cui sono ambientati.
Uno dei protagonisti del Mago di Oz è l'uomo di latta.